# Belvision
Belvision is een Belgische animatiefilmstudio. Het bedrijf werd in 1954 opgericht door Raymond Leblanc als uitvloeisel van zijn uitgeverij Le Lombard en weekblad Kuifje. De naam is een samentrekking van "Belgique" (België) en "télévision" (televisie). Het bedrijf is vooral bekend voor zijn films gebaseerd op strips.

## Geschiedenis

### Beginperiode
In de periode voor de Tweede Wereldoorlog kwamen de meeste animatiefilms uit de Verenigde Staten. Nazi-Duitsland verbood deze "vijandige" films tijdens de bezetting van Europa, wat de markt opende voor lokale filmstudio's. In België verschenen vervolgens 2 korte animatiefilms van het filmbedrijf AFIM met Ray Goossens als artistiek directeur.
In december 1954 werd Belvision opgericht met de hoop een plaats te vinden op deze markt. Het bedrijf werd opgericht door uitgever Raymond Leblanc van Le Lombard op verzoek van Karel Van Milleghem, toenmalige hoofdredacteur van het weekblad Kuifje. De eerste ambitie van het bedrijf is om dode momenten op televisie op te vullen. Belvision startte in 1955 met korte zwart-witanimaties rond Suske en Wiske in opdracht van de Belgische openbare omroep NIR, die sinds 1953 televisie maakt. Daarna volgde een verfilming van Tijl Uilenspiegel. In 1957 startte een project om Het gebroken oor en De scepter van Ottokar van Kuifje te verfilmen. De animatie gebeurde vrij amateuristisch: personages werden uitgeknipt en vervolgens voorzien van gewrichten. De beweging van armen en benen werd beeld per beeld uitgevoerd. In het eind van de jaren 50 werd zo ook Chlorophyl van Macherot geproduceerd voor televisie door Yvan Szücs. Een tweede verfilming gebeurde wel op het klassieke cellofaan, door Szücs en Ray Goossens.
Leblanc besloot in 1959 om professioneler werk af te leveren. Ray Goossens, die al de nodige ervaring had bij onder andere AFIM, werd in 1959 de artistieke directeur van Belvision. Vervolgens trok hij naar de VS en legde er contacten met Larry Harmon (Larry Harmon Pictures Corporation) en Charlie Shows (Hanna-Barbera), die interesse toonden voor Hergés werk. De twee Amerikanen werkten aan twee pilotfilms, maar respecteerden het werk van Hergé onvoldoende. Daarom werd Greg - toen werkzaam bij het tijdschrift Kuifje - aangesteld als scenarist. Harmon, Shows, Belvision en Hergé sloten een akkoord, dat resulteerde in de eerste animatiereeks voor televisie rond Kuifje, in kleur: Hergé's avonturen van Kuifje. Hoewel deze reeks is geïnspireerd op de stripreeks, wordt inhoudelijk opvallend afgeweken van de oorspronkelijke verhalen. Grafisch wordt de trend van de jaren 60 gevolgd: eenvoud.
In 1961 verscheen ook een kleurentekenfilm van Chlorophyl: Le Bosquet hanté. Ook voor dit verhaal werd afgeweken van de oorspronkelijk stijl van de stripreeks. Naar maatstaven van de Amerikanen maakte Belvision langzame tekenfilms. In het begin van de jaren 60 steeg het aantal medewerkers van Belvision van 20 naar 120. De animatoren stonden onder leiding van Hergé en zijn medewerkers Jacques Martin en Bob De Moor. Wekelijks werd er vijf minuten tekenfilm geproduceerd.

### Langspeelfilms
In 1965 gaven twee Amerikaanse producers, Norm Prescott en Fred Ladd, Belvision de kans om hun eerste langspeelfilm te produceren gebaseerd op Pinokkio. Vervolgens verscheen Pinocchio in de ruimte in 1965 in een coproductie met de Amerikaanse studio Swallow. Er werd vier jaar aan gewerkt met circa 100 personen.
Tevens verschenen er 2 korte films rond het figuurtje Coin Coin. Ook verschenen er pilootafleveringen gebaseerd op stripreeksen van onder meer Hoempa Pa, Chlorophyl en Spaghetti.
Vervolgens verschenen er vijf films tussen 1967 en 1976 gebaseerd op de stripreeksen Asterix, De avonturen van Kuifje, Lucky Luke en De Smurfen. In 1977 verscheen een verfilming van Gullivers reizen, een mix van live-action en animatie.
Halverwege de jaren 70 raakte het bedrijf in verval. Dat had meerdere redenen. Er was concurrentie met buitenlandse filmstudio's en TVA Dupuis. Tevens waren er de hoge productiekosten van Gullivers reizen doordat de Britse co-producent schulden had en het slechte distributiecontract voor die film waardoor Leblanc dus een financiële tegenslag kreeg. Bovendien waren er ook auteursrechtelijke problemen toen de makers van Asterix, De avonturen van Kuifje en Lucky Luke Belvision verdere films rond deze personages weigerden. De rechten van Asterix en Lucky Luke voor de films gingen naar het Franse Studios Idéfix van René Goscinny, Albert Uderzo en uitgeverij Dargaud, die bovendien ook nog werknemers van Belvision overnam, waaronder Vivian Miessen.
Tevens verschoof later de animatie-industrie naar Frankrijk. Midden de jaren 80 werden er in Frankrijk maatregelen genomen om de animatiestudio's te steunen. De Franse televisiezenders moesten meer Franse animatiefilms uitzenden en een deel van het productiebudget mee financieren. Bovendien volgden er subsidies waardoor het voor animatiestudio's economisch voordeliger is om te produceren in Frankrijk.

### Reclamefilmpjes en documentaires
Hierop werd Belvision veranderd tot een kleiner productiehuis met de focus op korte animatiefilms gebaseerd op stripreeksen die vooral dienden als reclamefilmpjes en animaties voor wetenschappelijke documentaires. Zo verschenen bijvoorbeeld probeersels van Chick Bill en Dommel.
Eind de jaren 80 werd een project opgestart voor een nieuwe langspeelfilm op basis van de stripreeks Corentin. Hiervoor werd samengewerkt met Vivian Miessen, maar het project werd geannuleerd wegens financiële problemen. Hierop werd Belvision verkocht aan het Franse groep Média-Participations. Média-Participations is ook de eigenaar van Dargaud en sinds 2004 ook van Dupuis.

### Média-Participations
In 1995 was Belvision betrokken bij de productie van de Frans-Belgisch-Marokkaanse live-actionfilm Marie de Nazareth.
Vervolgens fuseerde Belvision met twee animatiestudio's van Dupuis genaamd Dreamwall en Keywall, die reclamefilmpjes maakten op basis van de figuren van Spirou/Robbedoes. Later werden de studio's terug onafhankelijke bedrijven, maar met verschillende doelen. Belvision werd terug onafhankelijker in augustus 2003. Dreamwall werd dit in 2007. Keywall werd dit in 2010.
In 2005 maakte het bedrijf onder andere samen met de RTBF een tekenfilmserie rond stripfiguur Yakari. Vanaf 2011 is Belvision terug steeds vaker betrokken bij de productie van animatiefilms en animatieseries. In 2014 was het bedrijf zelfs een coproducent van een animatiefilm van Asterix. In 2016 kwam de animatiefilm La Tortue Rouge uit, die eveneens in coproductie met Belvision tot stand kwam. De film werd genomineerd voor twee prijzen op het Filmfestival van Cannes, waarvan het er één won.

## Filmografie
Bij onderstaande werken was Belvision hoofdproducent of coproducent.

### Films
- Het betoverde bos (1959)
- Pinocchio in de ruimte (1965)[13]
- Asterix de Galliër (1967)[14]
- Asterix en Cleopatra (1968)[15]
- De zonnetempel (1969)[16]
- Lucky Luke (1971)[17]
- Kuifje en het Haaienmeer (1972)[18]
- De fluit met de zes smurfen (1976)[19]
- Gulliver's Travels (1977)
- Marie de Nazareth (1995)[20]
- Maaginen kristalli (2011)[21]
- Blackie et Kanuto : Une aventure à décrocher la lune (2013)[22]
- Loulou, l'incroyable secret (2013)[23]
- Asterix en de Romeinse Lusthof (2014)[24]
- The Red Turtle (2016)[25]
- Zombillénium (2017)[26]
- Yakari - het grote avontuur (2020)[27]

### Televisieseries
- een animatieserie gebaseerd op Suske en Wiske (1955-1958)[4]
- een animatieserie thyl ulenspiegel in de jaren 50, gebaseerd op Tijl Uilenspiegel[4]
- Hergé's avonturen van Kuifje (1959-1964)
- Les voyages de Corentin (1993)
- Kitou Scrogneugneu (2002)
- Yakari (2005-2017)[26][28]
- Cédric (2008)[26]
- Les Nouvelles Aventures de Spirou et Fantasio (2008)[26]
- L'Épervier (2011) gebaseerd op De Havik[29]
- Chicken Town (2011)[30]
- Spirou & Co (2011)[31]
- Métal Hurlant Chronicles (2012-2014)[32]
- Le Petit Spirou (2012)[33]
- Lulu Vroumette (2013, enkel tweede seizoen)[34]
- Kinky & Cosy (2013)[35]
- Bollie en Billie (2015)[26]
- Miru Miru (2016)[26]
- Stoppeltje (2017)[26]

### Documentaires
- Ik, Kuifje (1976)[36]
- Charleroi 1911 (2011)[37]
- Quel Temps! (2013)[38]

### Korte films
- Twee korte films rond Coin Coin in de jaren 60[4]
- Pilootaflevering gebaseerd op Hoempa Pa in de jaren 60[4]
- Pilootaflevering gebaseerd op Chlorophyl in de jaren 60[4]
- Pilootaflevering gebaseerd op Spaghetti in de jaren 60[4]
- Clifton - un pépin pour Clifton gebaseerd op Clifton (1984)[39][40]
- Crossroads (2013)[41]